# 日本航空1402便客室乗務員スカート内盗撮事件
日本航空1402便客室乗務員スカート内盗撮事件（にほんこうくう1402びんきゃくしつじょうむいんスカートないとうさつじけん）とは、2012年に日本航空の旅客機内で発生した乗客による盗撮事件。客室乗務員のスカートを盗撮したとして男が逮捕されたが、飛行中における管轄権の特定が困難なことから不起訴となった。　

## 概要
2012年9月10日朝、高松発羽田行き日本航空1402便の機内で34歳の男が27歳の客室乗務員のスカート内をボールペン型のカメラで盗撮したとして、同日警察に兵庫県迷惑防止条例（盗撮）容疑で逮捕された。
盗撮行為を取り締まる迷惑防止条例は、当時は刑法ではなく、また都道府県ごとに規定していたため、飛行中の航空機における盗撮はどの都道府県の上空での行為となるのかの特定が難しく、その関係上、条例の適用が困難とされてきた。この事件ではベルト着用サインが消えた時間や目撃者から犯行時刻を午前8時9分とし、航跡図から盗撮時の飛行位置が兵庫県篠山市（現丹波篠山市）上空と特定できたと警察が判断して逮捕につながった。飛行中の航空機内の盗撮行為で逮捕したのは全国初。
男は「制服が好きで、つい盗撮してしまった」と容疑を認めた。また、押収された男の自宅パソコンから盗撮したとみられる画像が大量に見つかった。
しかし、篠山市は兵庫県の東端に位置し、分速約15キロで飛行する航空機なら約1分で兵庫県外に移動可能であり、また実際に時計を見ていた乗客がいないなど盗撮があった時刻を裏付ける証拠が不十分だったため、「篠山市上空との特定が不十分」と検察に判断され、同年10月に処分保留で釈放され不起訴処分となった。
その後、2023年に性的な姿態を撮影する行為等の処罰及び押収物に記録された性的な姿態の影像に係る電磁的記録の消去等に関する法律（盗撮処罰法）が成立・施行となり、日本籍の飛行機内における性的な盗撮については、各都道府県の条例ではなく、国が定めた刑法へと移行されたことから、国のこの法律によって対処することのできる盗撮については、都道府県を問わず処罰することが可能となった。